# The Milwaukee Journal
The Milwaukee Journal est un journal quotidien américain fondé à Milwaukee en 1882 par Lucius W. Nieman (en) afin de présenter l'information selon un point de vue plus libéral que les autres journaux de la ville. En 1995, il a fusionné avec le Milwaukee Journal Sentinel, qui était possédé par le même groupe depuis 1962, pour former le Milwaukee Journal Sentinel. Ses cinq prix Pulitzer reçus entre 1919 et 1977 en font la publication du Wisconsin la plus récompensée. Le Journal Sentinel en a remporté trois autres entre 2008 et 2011.